# Bürgermeisterwahlen in Sachsen 2018
Bürgermeisterwahlen fanden in Sachsen 2018 in 23 Kommunen statt. Dabei wurden 14 Bürgermeister im Amt bestätigt und einer abgewählt.

Von der CDU gehalten
Von der CDU hinzugewonnen
Von der SPD gehalten
Von der FDP gehalten
Von der Linken gehalten
Von WV/EB gehalten
Von WV/EB hinzugewonnen

| ← 2017 | Wahljahr 2018 | 2019 → |

## Besonderheit Bergen
Das sächsische Kommunalwahlrecht sieht für den Fall nur eines regulären Kandidaten eine Leerzeile vor, in die Wähler stattdessen einen beliebigen weiteren passiv Wahlberechtigten eintragen können, um eine Stille Wahl zu verhindern. Im Normalfall wird davon nur wenig Gebrauch gemacht, und wenn, dann verteilt es sich meist auf viele verschiedene Personen. Anders war das bei der Wahl am 10. Juni im vogtländischen Bergen. Von insgesamt 833 Wahlberechtigten gingen 577 (69,3 %) zur Wahl und wählten wie folgt:
| Bewerber                  | Vorschlag(sart)           | Wähler | Ergebnis (in %) |
| ------------------------- | ------------------------- | ------ | --------------- |
| Stephan Schulze           | AfD                       | 90     | 20,2            |
| Günter Ackermann          | Einzelvorschlag           | 342    | 76,9            |
| Volkmar Kluge             | Einzelvorschlag           | 4      | 0,9             |
| Gunter Reiher             | Einzelvorschlag           | 2      | 0,4             |
| Gunter Heinrich           | Einzelvorschlag           | 1      | 0,2             |
| sonstige Einzelvorschläge | sonstige Einzelvorschläge | 6      | 1,3             |
| gültige Stimmen           | gültige Stimmen           | 445    | 77,1            |
| ungültige Stimmen         | ungültige Stimmen         | 132    | 22,9            |
| Stimmen gesamt            | Stimmen gesamt            | 715    |                 |

Somit wurde mit Günter Ackermann eine Person zum Bürgermeister gewählt, die nicht auf dem Wahlzettel gestanden hatte. Auffällig ist überdies die hohe Anzahl ungültiger Stimmen (132, 22,9 %).
Eine ähnliche Situation ereignete sich erneut 2022 (Siehe: Besonderheit Königshain) und zuvor schon 2015 (Siehe: Besonderheiten Bockau, Vierkirchen und Zettlitz).
| letzte Besonderheit                     | 2018 | nächste Besonderheit |
| --------------------------------------- | ---- | -------------------- |
| 2015 (Bockau, Vierkirchen und Zettlitz) | 2018 | 2022 (Königshain)    |

## Wahlstatistik
| Vorschlag  | Anzahl |                    | Bürgermeister | Anzahl |
| CDU        | 3      | - wiedergewählt    | 14            |        |
| SPD        | 1      | - abgewählt        | 1             |        |
| FDP        | 1      | - nicht kandidiert | 8             |        |
| Linke      | 1      |                    |               |        |
| WV, EB, EV | 17     |                    |               |        |
| gesamt     | 23     |                    |               |        |

## Wahlergebnisse

### Landkreis Bautzen
Im Landkreis Bautzen fanden in zwei Kommunen Wahlen statt. Diese sind im Folgenden aufgelistet. In keiner Kommune war ein zweiter Wahlgang notwendig. Das entscheidende Wahlergebnis ist markiert.
Gewählte Bewerber:
- Einzelbewerber/Bürgerinitiativen: 2
- Amtsinhaber wiedergewählt: 2
- Amtsinhaber abgewählt: 0
- Amtsinhaber nicht angetreten: 0

Namen von Amtsinhabern sind fett ausgezeichnet.
| Wahltermin    | Gemeinde               | Bewerber              | Vorschlag        | Ergebnis (in %) | vorherige | nächste |
| ------------- | ---------------------- | --------------------- | ---------------- | --------------- | --------- | ------- |
| 4. März       | Schirgiswalde-Kirschau | Sven Gabriel          | Gabriel          | 65,3            | ← 2011    | 2025 →  |
| 4. März       | Schirgiswalde-Kirschau | Frank Dieter Heinrich | CDU              | 34,7            | ← 2011    | 2025 →  |
| 23. September | Kamenz Kamjenc         | Roland Dantz          | Dantz            | 94,7            | ← 2011    | 2025 →  |
| 23. September | Kamenz Kamjenc         | Einzelvorschläge      | Einzelvorschläge | 5,3             | ← 2011    | 2025 →  |

### Erzgebirgskreis
Im Erzgebirgskreis fanden in vier Kommunen Wahlen statt. Diese sind im Folgenden aufgelistet. In keiner Kommune waren zwei Wahlgänge notwendig. Das entscheidende Wahlergebnis ist markiert.
Gewählte Bewerber:
- Linke: 1
- Einzelbewerber/Bürgerinitiativen: 3
- Amtsinhaber wiedergewählt: 3
- Amtsinhaber abgewählt: 0
- Amtsinhaber nicht angetreten: 1

Namen von Amtsinhabern sind fett ausgezeichnet.
| Wahltermin | Gemeinde          | Bewerber           | Vorschlag        | Ergebnis (in %) | vorherige | nächste |
| ---------- | ----------------- | ------------------ | ---------------- | --------------- | --------- | ------- |
| 4. März    | Auerbach          | Horst Kretzschmann | BVA              | 50,0            | ← 2011    | 2025 →  |
| 4. März    | Auerbach          | Udo Ruttloff       | CDU              | 36,4            | ← 2011    | 2025 →  |
| 4. März    | Auerbach          | Pierre Walther     | Walther          | 13,5            | ← 2011    | 2025 →  |
| 18. März   | Geyer             | Harald Wendler     | Linke            | 99,3            | ← 2011    | 2024 →  |
| 18. März   | Geyer             | Einzelvorschläge   | Einzelvorschläge | 0,7             | ← 2011    | 2024 →  |
| 10. Juni   | Börnichen/Erzgeb. | Frank Lohr         | Lohr             | 96,3            | ← 2011    | 2025 →  |
| 10. Juni   | Börnichen/Erzgeb. | Einzelvorschläge   | Einzelvorschläge | 3,7             | ← 2011    | 2025 →  |
| 10. Juni   | Grünhainichen     | Gunnar Ullmann     | CDU              | 16,4            | ← 2015    | 2025 →  |
| 10. Juni   | Grünhainichen     | Robert Arnold      | Arnold           | 83,6            | ← 2015    | 2025 →  |

### Landkreis Görlitz
Im Landkreis Görlitz fanden in drei Kommunen Wahlen statt. Diese sind im Folgenden aufgelistet. In einer Kommune war ein zweiter Wahlgang notwendig. Das entscheidende Wahlergebnis ist markiert.
Gewählte Bewerber:
- CDU: 1
- Einzelbewerber/Bürgerinitiativen: 2
- Amtsinhaber wiedergewählt: 2
- Amtsinhaber abgewählt: 0
- Amtsinhaber nicht angetreten: 1

Namen von Amtsinhabern sind fett ausgezeichnet.
| 1. Wahlgang | 1. Wahlgang           | 1. Wahlgang                  | 1. Wahlgang      | 1. Wahlgang     | 2. Wahlgang | 2. Wahlgang     | vorherige | nächste |
| Wahltermin  | Gemeinde              | Bewerber                     | Vorschlag        | Ergebnis (in %) | Wahltermin  | Ergebnis (in %) | vorherige | nächste |
| ----------- | --------------------- | ---------------------------- | ---------------- | --------------- | ----------- | --------------- | --------- | ------- |
| 18. Februar | Gablenz Jabłońc       | Dietmar Kurt Friedrich Noack | CDU              | 96,5            |             |                 | ← 2011    | 2025 →  |
| 18. Februar | Gablenz Jabłońc       | Einzelvorschläge             | Einzelvorschläge | 3,5             |             |                 | ← 2011    | 2025 →  |
| 4. März     | Ebersbach-Neugersdorf | Verena Maria Hergenröder     | Hergenröder      | 63,3            |             |                 | ← 2011    | 2024 →  |
| 4. März     | Ebersbach-Neugersdorf | Martin Gommlich              | Gommlich         | 36,7            |             |                 | ← 2011    | 2024 →  |
| 22. April   | Oybin                 | Bernd Herfort                | LFV              | 28,4            | 6. Mai      | 23,4            | ← 2011    | 2025 →  |
| 22. April   | Oybin                 | Conrad Siebert               | Siebert          | 30,5            | 6. Mai      | 28,6            | ← 2011    | 2025 →  |
| 22. April   | Oybin                 | Tobias Steiner               | Steiner          | 41,1            | 6. Mai      | 48,0            | ← 2011    | 2025 →  |

### Landkreis Leipzig
Im Landkreis Leipzig fand in einer Kommunen eine Wahl statt. Ein zweiter Wahlgang wurde nicht nötig. Das entscheidende Wahlergebnis ist markiert.
Gewählte Bewerber:
- Einzelbewerber/Bürgerinitiativen: 1
- Amtsinhaber wiedergewählt: 0
- Amtsinhaber abgewählt: 0
- Amtsinhaber nicht angetreten: 1

Namen von Amtsinhabern sind fett ausgezeichnet.
| Wahltermin | Gemeinde | Bewerber          | Vorschlag              | Ergebnis (in %) | vorherige | nächste |
| ---------- | -------- | ----------------- | ---------------------- | --------------- | --------- | ------- |
| 8. April   | Colditz  | Sascha Schmiedel  | FW „Für unsere Heimat“ | 19,5            | ← 2011    | 2025 →  |
| 8. April   | Colditz  | Matthias Muschter | CDU                    | 2,3             | ← 2011    | 2025 →  |
| 8. April   | Colditz  | Dirk Jaworski     | Jaworski               | 8,5             | ← 2011    | 2025 →  |
| 8. April   | Colditz  | Uwe Quedenbaum    | Quedenbaum             | 19,7            | ← 2011    | 2025 →  |
| 8. April   | Colditz  | Robert Zillmann   | Zillmann               | 50,1            | ← 2011    | 2025 →  |

### Landkreis Meißen
Im Landkreis Meißen fanden in zwei Kommunen Wahlen statt. Diese sind im Folgenden aufgelistet. In einer Kommune waren zwei Wahlgänge notwendig. Das entscheidende Wahlergebnis ist markiert.
Gewählte Bewerber:
- CDU: 1
- Einzelbewerber/Bürgerinitiativen: 1
- Amtsinhaber wiedergewählt: 2
- Amtsinhaber abgewählt: 0
- Amtsinhaber nicht angetreten: 0

Namen von Amtsinhabern sind fett ausgezeichnet.
| Wahltermin    | Gemeinde     | Bewerber                   | Vorschlag | Ergebnis (in %) | Wahltermin    | Ergebnis (in %) | vorherige | nächste |
| ------------- | ------------ | -------------------------- | --------- | --------------- | ------------- | --------------- | --------- | ------- |
| 9. September  | Meißen       | Olaf Raschke               | CDU       | 32,5            | 23. September | 43,5            | ← 2011    | 2025 →  |
| 9. September  | Meißen       | Martin Bahrmann            | FDP       | 14,9            | 23. September | 13,9            | ← 2011    | 2025 →  |
| 9. September  | Meißen       | Dr. Joachim Michael Keiler | AfD       | 13,7            | 23. September | n. k.           | ← 2011    | 2025 →  |
| 9. September  | Meißen       | Frank Richter              | Richter   | 36,7            | 23. September | 42,6            | ← 2011    | 2025 →  |
| 9. September  | Meißen       | Heiko Lorenz               | SVP       | 2,2             | 23. September | n. k.           | ← 2011    | 2025 →  |
| 30. September | Diera-Zehren | Carola Balk                | Balk      | 66,9            |               |                 | ← 2011    | 2025 →  |
| 30. September | Diera-Zehren | Kai Sven Böttger           | CDU       | 33,1            |               |                 | ← 2011    | 2025 →  |

### Landkreis Mittelsachsen
Im Landkreis Mittelsachsen fanden in vier Kommunen Wahlen statt. Diese sind im Folgenden aufgelistet. In keiner Kommune war ein zweiter Wahlgang notwendig. Das entscheidende Wahlergebnis ist markiert.
Gewählte Bewerber:
- FDP: 1
- SPD: 1
- Einzelbewerber/Bürgerinitiativen: 2
- Amtsinhaber wiedergewählt: 3
- Amtsinhaber abgewählt: 0
- Amtsinhaber nicht angetreten: 1

Namen von Amtsinhabern sind fett ausgezeichnet.
| Wahltermin    | Gemeinde       | Bewerber          | Vorschlag               | Ergebnis (in %) | vorherige | nächste |
| ------------- | -------------- | ----------------- | ----------------------- | --------------- | --------- | ------- |
| 8. April      | Altmittweida   | Jens-Uwe Miether  | Bürger für Altmittweida | 67,4            | ← 2011    | 2025 →  |
| 8. April      | Altmittweida   | Thomas Krasselt   | Krasselt                | 32,6            | ← 2011    | 2025 →  |
| 3. Juni       | Großweitzschen | Jörg Burkert      | FWG                     | 71,3            | ← 2011    | 2025 →  |
| 3. Juni       | Großweitzschen | Sebastian Wloch   | CDU                     | 28,7            | ← 2011    | 2025 →  |
| 17. Juni      | Großschirma    | Volkmar Schreiter | FDP                     | 59,3            | ← 2011    | 2024 →  |
| 17. Juni      | Großschirma    | Dr. Rolf Weigand  | AfD                     | 40,7            | ← 2011    | 2024 →  |
| 16. September | Hainichen      | Dieter Greysinger | SPD                     | 79,4            | ← 2011    | 2025 →  |
| 16. September | Hainichen      | Joachim Fänder    | CDU                     | 20,6            | ← 2011    | 2025 →  |

### Landkreis Nordsachsen
Im Landkreis Nordsachsen fand in einer einzigen Kommune eine Wahl statt. Ein zweiter Wahlgang war dort nötig. Das entscheidende Wahlergebnis ist markiert.
Gewählte Bewerber:
- CDU: 1
- Amtsinhaber wiedergewählt: 0
- Amtsinhaber abgewählt: 1
- Amtsinhaber nicht angetreten: 0

Namen von Amtsinhabern sind fett ausgezeichnet.
| Wahltermin | Gemeinde | Bewerber            | Vorschlag | Ergebnis (in %) | Wahltermin | Ergebnis (in %) | vorherige | nächste |
| ---------- | -------- | ------------------- | --------- | --------------- | ---------- | --------------- | --------- | ------- |
| 4. März    | Trossin  | Max-Bringfried Otto | Otto      | 38,9            | 25. März   | 44,0            | ← 2011    | 2025 →  |
| 4. März    | Trossin  | Herbert Schröder    | CDU       | 35,3            | 25. März   | 56,0            | ← 2011    | 2025 →  |
| 4. März    | Trossin  | Heidrun Schröter    | Linke     | 25,8            | 25. März   | n. k.           | ← 2011    | 2025 →  |

### Landkreis Sächsische Schweiz-Osterzgebirge
Im Landkreis Sächsische Schweiz-Osterzgebirge fand nur in der Gemeinde Müglitztal eine Wahl statt. Ein zweiter Wahlgang war nicht nötig. Das entscheidende Wahlergebnis ist markiert.
Gewählte Bewerber:
- Einzelbewerber/Bürgerinitiativen: 1
- Amtsinhaber wiedergewählt: 0
- Amtsinhaber abgewählt: 0
- Amtsinhaber nicht angetreten: 1

Namen von Amtsinhabern sind fett ausgezeichnet.
| Wahltermin   | Gemeinde   | Bewerber        | Vorschlag | Ergebnis (in %) | vorherige | nächste |
| ------------ | ---------- | --------------- | --------- | --------------- | --------- | ------- |
| 9. September | Müglitztal | Michael Neumann | Neumann   | 72,1            | ← 2015    | 2025 →  |
| 9. September | Müglitztal | Sylvio Zimmel   | Zimmel    | 27,9            | ← 2015    | 2025 →  |

### Vogtlandkreis
Im Vogtlandkreis fanden in fünf Kommunen Wahlen statt. Diese sind im Folgenden aufgelistet. In zwei Kommunen war ein zweiter Wahlgang notwendig. Das entscheidende Wahlergebnis ist markiert.
Gewählte Bewerber:
- Einzelbewerber/Bürgerinitiativen/Einzelvorschläge: 5
- Amtsinhaber wiedergewählt: 2
- Amtsinhaber abgewählt: 0
- Amtsinhaber nicht angetreten: 3

Namen von Amtsinhabern sind fett ausgezeichnet.
| 1. Wahlgang  | 1. Wahlgang      | 1. Wahlgang                      | 1. Wahlgang                      | 1. Wahlgang     | 2. Wahlgang   | 2. Wahlgang     | vorherige | nächste |
| Wahltermin   | Gemeinde         | Bewerber                         | Vorschlag                        | Ergebnis (in %) | Wahltermin    | Ergebnis (in %) | vorherige | nächste |
| ------------ | ---------------- | -------------------------------- | -------------------------------- | --------------- | ------------- | --------------- | --------- | ------- |
| 18. März     | Rosenbach/Vogtl. | Steffen Arlt                     | AfD                              | 4,7             | 15. April     | 4,2             | ← 2011    | 2025 →  |
| 18. März     | Rosenbach/Vogtl. | Bernd Freund                     | Freund                           | 31,4            | 15. April     | n. k.           | ← 2011    | 2025 →  |
| 18. März     | Rosenbach/Vogtl. | Michael Frisch                   | Frisch                           | 27,1            | 15. April     | 48,2            | ← 2011    | 2025 →  |
| 18. März     | Rosenbach/Vogtl. | Silke Neidel                     | Neidel                           | 28,6            | 15. April     | 47,6            | ← 2011    | 2025 →  |
| 18. März     | Rosenbach/Vogtl. | Falk Zeh                         | Zeh                              | 8,1             | 15. April     | n. k.           | ← 2011    | 2025 →  |
| 27. Mai      | Adorf/Vogtl.     | Rico Schmidt                     | Schmidt                          | 96,9            |               |                 | ← 2011    | 2025 →  |
| 27. Mai      | Adorf/Vogtl.     | Einzelvorschläge                 | Einzelvorschläge                 | 3,1             |               |                 | ← 2011    | 2025 →  |
| 3. Juni      | Lengenfeld       | Volker Bachmann                  | Freie Wähler „Pro Lengenfeld“    | 97,3            |               |                 | ← 2011    | 2025 →  |
| 3. Juni      | Lengenfeld       | Einzelvorschläge                 | Einzelvorschläge                 | 2,7             |               |                 | ← 2011    | 2025 →  |
| 10. Juni     | Bergen           | Stephan Schulze                  | AfD                              | 20,2            |               |                 | ← 2015    | 2025 →  |
| 10. Juni     | Bergen           | Einzelvorschlag Günter Ackermann | Einzelvorschlag Günter Ackermann | 76,9            |               |                 | ← 2015    | 2025 →  |
| 10. Juni     | Bergen           | weitere Einzelvorschläge         | weitere Einzelvorschläge         | 2,9             |               |                 | ← 2015    | 2025 →  |
| 9. September | Bad Brambach     | Jürgen Lenk                      | CDU                              | 34,7            | 30. September | 25,2            | ← 2015    | 2025 →  |
| 9. September | Bad Brambach     | Torsten Schnurre                 | Schnurre                         | 32,1            | 30. September | 23,3            | ← 2015    | 2025 →  |
| 9. September | Bad Brambach     | Maik Schüller                    | Schüller                         | 33,2            | 30. September | 51,5            | ← 2015    | 2025 →  |

## Belege
1. ↑  Gesamtübersicht der Bürgermeisterwahlen 2001 bis 2018. Abgerufen am 31. Oktober 2023.